# Empereur du Maroc
'Empereur du Maroc' est un cultivar de rosier obtenu en 1858 en France par Guinosseau et mis au commerce par Eugène Verdier. Cette rose ancienne est encore présente dans de nombreuses collections historiques et chez les amateurs de roses romantiques, étant toujours commercialisée.

## Description
Son buisson de 130 cm environ, pour 90 cm de largeur, est bien charpenté. Il possède des aiguillons forts et un feuillage vert clair et dense. Ses fleurs doubles sont moyennes en coupe plate. Leurs pétales, au nombre de plus de quarante, ont une texture agréablement veloutée. Elles exhibent un beau coloris pourpre foncé très prisé des collectionneurs et sont très odorantes, ce qui constitue une qualité de plus. Elles fleurissent généreusement en juin en petits bouquets ou en solitaire. La remontée de fin d'été ou du début d'automne est légère. Les cynorhodons sont de couleur rouge-orangé à brun. 'Empereur du Maroc' résiste à des températures de l'ordre de -15°.
Ce rosier a marqué l'histoire des roses en étant le premier à donner des fleurs d'un rouge aussi foncé. Il fait un excellent contraste lorsqu'il est planté avec d'autres rosiers aux fleurs rose pâle ou avec des vivaces pastel. Il vaut mieux ne pas le placer sous un soleil trop direct pour que sa couleur ne s'altère pas. Il s'adapte donc mieux à la mi-ombre.
Il est issu d'un semis de 'Géant des Batailles'.